# Mælkedrengen paa sjov
|  | Denne artikel er oprettet af botten PalnaBot ud fra en ekstern database. Den kan derfor have sproglige fejl eller mangler. Denne skabelon kan fjernes efter kontrol af indholdet. |

Mælkedrengen paa sjov er en film fra 1914 med ukendt instruktør.